# Víktor Knorre
Víktor Kárlovich Knorre (en ruso: Виктор Карлович Кнорре; 4 de octubre de 1840 - 25 de agosto de 1919) fue un astrónomo ruso de origen alemán. Trabajó en Nikoláyev, Púlkovo y Berlín y es conocido por haber descubierto Koronis y otros tres planetas menores. El padre de Knorre, Karl Friedrich Knorre, y su abuelo, Ernst Friedrich Knorre, también fueron famosos astrónomos. Recientemente, la NASA nombró un asteroide en honor a las tres generaciones de astrónomos Knorre.

## Inicios y familia
Víktor Kárlovich Knorre nació en Mykolaiv, Imperio ruso, (hoy sur de Ucrania) como el quinto de quince hijos de Karl Friedrich Knorre, en una familia de tres generaciones de astrónomos. Su abuelo, Ernst Friedrich Knorre (1759-1810), se mudó a Dorpat en Alemania (ahora Tartu, Estonia), donde trabajó (1803-1810) como Observator para el observatorio Dorpat (inaugurado en 1802) y profesor de Matemáticas en la Universidad de Tartu. El padre de Víktor Knorre, Karl Friedrich Knorre (1801-1883), estableció y fue director del Observatorio de Nikoláyev, a partir de 1827.
Víktor se mudó a Berlín en 1862 para estudiar astronomía con Wilhelm Julius Förster. Trabajó en el Observatorio de Púlkovo, en 1867, como calculador astronómico y después en el Observatorio de Berlín, donde su padre se mudó alrededor de 1871.

## Astrónomo
A partir de 1873, fue observador en el Observatorio de Berlín. Knorre descubrió cuatro asteroides: Coronis, Enone, Hipatia y Pentesilea. Él no enseñaba a sus alumnos en la Universidad de Berlín, sino que les daba introducciones para el uso de los telescopios del Observatorio. En 1892 fue nombrado profesor de Astronomía. Knorre tuvo gran interés por la mejora del equipamiento astronómico, y publicó trabajos sobre un avance en la montura ecuatorial de los telescopios, conocido como montura «Knorre & Heele».

## Maestro de ajedrez
Knorre también fue conocido como un gran jugador de ajedrez, jugando entre otros contra Adolf Anderssen, Gustav Neumann y Johannes Zukertort. Participó en varios torneos de ajedrez durante la década de 1860.
En la «defensa de los dos caballos», la variación Knorre (código ECO C59) es nombrada así en su honor. Sigue la principal línea de la defensa para los primeros 10 movimientos y es caracterizado por los movimientos; 10.Ce5 Bd6, 11.d4 Dc7, 12.Bd2. La variación Knorre de la defensa en la Apertura Ruy López, caracterizado por el movimiento; 6.Cc3, también es nombrado así por Knorre.